# Оспешинский, Андрей Игоревич
Андрей Игоревич Оспешинский (род. 26 сентября 1979, Москва) — российский футболист, нападающий.

## Биография
Воспитанник футбольной школы «Москвич» и СДЮШОР № 63 «Смена» (Москва). До 20 лет играл на любительском уровне — за московскую «Смену» и команду московского института инженеров транспорта. Выступал за профессиональные клубы «Сатурн» (Раменское), «Уралан» (Элиста), ФК «Химки». В 2006—2007 годах играл за «Луч-Энергию» (Владивосток). В 2009 году играл в «МВД России-2» — второй команде клуба МВД России (Москва) — в любительском первенстве. Провёл 5 матчей, забил 1 гол. В 2009 году закончил футбольную карьеру.
В высшем дивизионе провёл 101 игру, забил 4 мяча.

## Достижения
- Финалист Кубка России: 2005
- Серебряный призёр первого дивизиона: 2001